# 入隅迫持

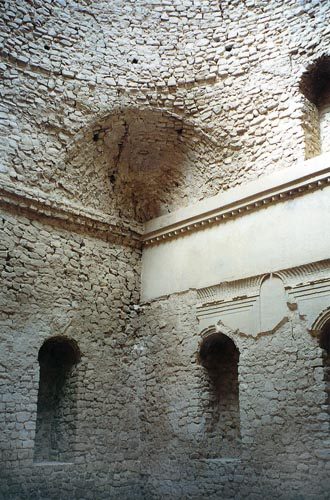
イランにあるサーサーン朝の宮殿に見られる入隅迫持

入隅迫持（いりすみせりもち）またはスキンチ（squinch）は、四角形平面を、より円形に近づけるために、四隅それぞれで直交する壁と壁に架け渡した部材。その上に八角形か球面のドーム屋根を支えるために考案された。
四角形の部屋の上にドームを置くための構造としては原始的で、後により完全な構造として穹隅が考案された。入隅迫持は、角をなす2つの壁の上に斜めに渡すように石を持ち送り構造で積んでいったり、擬似アーチを構成するなどの方法で形成される。
イスラーム建築、特にイランでは、入隅迫持の上にムカルナスと呼ばれる鍾乳石風の装飾を施し、構造を目立たなくしていることが多い。ヨーロッパなどの教会でも入隅迫持を使っていることがあり、例えばシチリア島パレルモの San Cataldo がある。この12世紀の教会には3つのドームがあり、それぞれが4つの二重になった入隅迫持で支持されている。